# Syntetyczna mafia
Syntetyczna mafia – czwarty studyjny album poznańskiego rapera Palucha. Został wydany 1 października 2011 roku nakładem własnej wytwórni B.O.R. Records.
Prace nad albumem rozpoczęły się na początku 2011 roku. Za produkcję w całości odpowiada producent i jednocześnie bliski przyjaciel Palucha – Julas. Skrecze wykonał DJ Story. Pierwszym singlem promującym album był utwór „Psychofan” do którego powstał teledysk. Kolejnym singlem został utwór „Pan życia” do którego również powstał klip. Trzecim singlem promującym kompozycję został utwór „Zostawić coś po sobie” do którego także powstał teledysk. Czwartym singlem została piosenka „Na otarcie łez” z gościnnym udziałem Lukasyna, do którego powstał klip. Płyta była promowana także trasą koncertową.

## Lista utworów
Opracowano na podstawie źródła.
1. „SSM (Szef Syntetycznej Mafii)”
2. „Psychofan”
3. „Na otarcie łez” gościnnie: Lukasyno
4. „Gdybyś zwątpił w nas”
5. „Ukryty”
6. „Nie mam miejsca”
7. „Zostawić coś po sobie”
8. „Duchowy kompas”
9. „Mój oldskul” gościnnie: Peja
10. „Wiarygodność”
11. „Nic nie musisz” gościnnie: Kali
12. „Podaj tlen”
13. „Czuje zmęczenie”
14. „Nasz głos” gościnnie: Miuosh, Jr. Stress
15. „B.O.R.” gościnnie: Bezczel, Słoń
16. „Pan życia”